# たむらけんじ
たむら けんじ（1973年〈昭和48年〉5月4日 - ）は、日本のお笑いタレント、司会者、実業家、Youtuber。1992年にNSC大阪校11期に入校し、お笑いコンビ「LaLaLa」のメンバーとして吉本興業からデビュー。1999年にコンビを解散し、以降ピン芸人として活動。2020年から吉本興業と専属エージェント契約。
2006年に焼肉店「炭火焼肉たむら」を開店。同店舗の運営会社「田村道場」の代表取締役。愛称は「たむけん」。本名は田村 憲司（読み同じ）。大阪府阪南市出身。

## 来歴
阪南市立貝掛中学校、大阪府立和泉高等学校卒業。1992年にNSC大阪校11期に入校。小学校・中学校時代の同級生に辻憲太郎（毎日放送解説委員）、NSCの同期生に陣内智則、ケンドーコバヤシ、中川家、ハリガネロック、烏川耕一、ハリウッドザコシショウ、たいぞうなどがいる。吉本以外の同期には児嶋一哉（アンジャッシュ）などがいた。
1992年に高校の同級生である大北貴洋とお笑いコンビ「LaLaLa」を結成し、1999年8月にコンビを解散。同年10月に芸名をひらがな表記にし、ピン芸人として活動。大北とは高校生のときからコンビを組んでいて、文化祭などに出ていた。
2001年9月のbaseよしもと卒業後に活動拠点を東京に移し、ルミネtheよしもとでピン芸人としての出演や、新喜劇に参加していた。2003年に活動拠点を大阪に戻し、うめだ花月を中心に活動する。
2006年のM-1グランプリに山崎邦正、カンニング竹山とともにお笑いトリオ「たむらけんじと竹山崎」として出場したが三回戦での敗退。時間切れによる強制終了であった。
2012年、10年ぶりにR-1ぐらんぷりに参戦。たむらも10年前は芸人ではほぼあり得ない一回戦敗退を喫しただけに、自ら雪辱を誓っていたが結局三回戦で敗退となった。
2012年10月20日、21日、芸歴20周年ライブ「TKF大祭り」を淡路島国営明石海峡公園で開催。所属事務所の枠を超えた芸人や歌手が多数出演していた。
2018年8月20日より、出身地である阪南市のふるさと大使に就任。
2019年に発生したお笑い芸人による闇営業問題を受けて、吉本がエージェント契約を導入。これにいち早く目を付け、契約を切り替えた。このため収入が増えたことから、旧知の月亭方正にも勧めたが、拒絶された。その後、エージェント契約を主導した加藤浩次が2021年に契約を打ち切られ、松本人志が『ワイドナショー』で「次に危ないのは獅子舞芸人のTですよね」とコメントしたことから、吉本の幹部に詫びを入れたものの、一切相手にされなかった。
2020年6月4日、新型コロナウイルス感染症対策のため、アルコール消毒液約450リットル（500ミリリットルアルコール約900本分相当）を阪南市に寄付した。
2021年12月4日放送の『せやねん!』（毎日放送）でのVTR内にて、「50歳の誕生日でもう引退しようと思ってるんです」と発言。一方で「70歳くらいまで芸人やってたらごめんな」とも発言していた。同年12月18日のソフトテニスのイベントで、記者から番組内での発言について問われた際、状況が整えば50歳の誕生日（2023年5月4日）での芸人を引退することをあらためて明言した。周囲の状況の変化などによる変更の可能性を残しながらも、「お笑いをマックスでやらせてもらいました。お笑い芸人としては燃えつきた。もうこれ以上はないです」「1回、区切りをつけて違うところに飛び込んでみたいなと」と説明している。なお、吉本の先輩でもある松本人志にも報告を済んでいる。
2022年12月14日、50歳で芸人引退発言を撤回。2023年5月、レギュラー番組をすべて卒業してアメリカへ活動拠点を移した。
2023年7月、インスタグラムにてロサンゼルス「ウォーターメロンフェスティバル」仮装大会で優勝してアメリカのテレビでニュースになったことを報告した。
2023年11月、間寛平が主宰する12月開催のマラソン大会の手伝いなどのために一時帰国（渡米後初帰国）、読売テレビ「上沼・高田のクギズケ！」に出演して、エンターメントビザを取得するためにアメリカの俳優事務所とエージェント契約したが、紹介された（俳優の）オーディションを「英語がまだ難しい」と3回ぐらい断ったらクビにされたことを明かした。
2024年1月、アメリカ携帯・SIMサービスを運営する『アメスマ』のアンバサダーに就任。YouTubeチャンネル『アメスマチャンネル』にてたむらけんじのインタビュー動画や企画動画の配信が決定。

## 実業家として
2006年12月に大阪市城東区（蒲生四丁目）に焼肉の店「炭火焼肉たむら」1号店をオープン。店の看板のロゴ文字は、後輩芸人であるくっきー!によるもの。そもそもは、義母が経営していた店舗だったが、諸事情により経営を引き継ぐことになった。
2007年11月1日には、大阪市中央区南船場に2号店をオープン。後輩や同期の芸人から幾度となくネタにされ、「実業家芸人」のイメージが定着する。2008年2月14日放送分の『むちゃぶり!』（TBSテレビ）で、年商6億円であることを明かした。この時、たむらがネタを8年作っていないことも告白した。
2008年3月22日に行われた亀田興毅の復帰戦で「炭火焼肉たむら」が亀田のスポンサーについた。2008年6月6日、名古屋市の複合施設「サンシャイン栄」6階に、ファッションデザイナーのNIGOがデザインを手がけたVIPルーム完備の焼肉店「炭火焼肉たむら」3号店をオープン。2008年7月10日、神戸市・須磨海水浴場内の海の家「fu-rin」に、「炭火焼肉たむら 須磨の海の家店」を8月31日までの期間限定で出店。
2008年7月28日、「炭火焼肉たむら」名古屋店が客4名へ食中毒被害を起こし営業停止処分となり、たむらが謝罪会見を行った。会見でたむらは、営業停止令の下っていない3店舗も含めた営業の一斉自粛を決めた。この騒動を受け、前年に引き続き予定されていた読売テレビ主催のイベント「わくわく宝島2008」への出店を中止した。
2009年6月6日、「鉄板焼たむら」をオープン。2011年9月29日、新大阪駅構内のフードコート「大阪のれんめぐり」に「炭火焼肉たむらのお肉が入ったカレー屋さん」をオープン。2012年4月27日、「炭火焼肉たむら」奈良店開店。2016年9月をもって、新大阪の「炭火焼肉たむらのお肉が入ったカレー屋さん」を大人の事情という曖昧な形をもって閉店する。後に伊丹空港のレストラン街リニューアル工事前に期間限定出店で「炭火焼肉たむらのお肉が入ったカレー屋さん」伊丹空港店を開店。またカレーの派生として「炭火焼肉たむらのお肉が入ったカレーパン屋さん」を天満とジャンジャン横丁に開店。
2015年5月13日には、たむら自らの主催で「大阪都構想勉強LIVE」を開催した。2015年10月、奈良市三条町でカフェ「nagood」を開店するが、後に閉店した。2016年には大阪府箕面市にて新車・中古車の販売・買取・整備を行う「株式会社フィッシュブル」を開店。なお、「たむ犬.com」という犬の手作りご飯もプロデュースしている。
2021年に前述の芸人引退を明言した際に、たむらは「アメリカに行ってやりたいことが何個かあるんです」と引退後は渡米する予定としている。たむらは、記者から焼肉店の海外展開などの可能性を聞かれると、「面白くないでしょう」「やるならミシュラン店をつくるとか」と答えており、焼肉店などの経営は知人に任せる意向も語った。
2023年4月22日、5月からの渡米に伴い、「炭火焼肉たむら」の経営顧問として、高級食パンブームを生んだ乃が美の創業者である阪上雄司を招聘したことを明らかにした。
2023年7月、アメリカのイベントにて「炭火焼肉たむら」としてLA初出店。たむらけんじ自らが肉を焼き、焼肉丼を提供した。屋台の前には開店前から行列ができ、予定していた数量を完売することができた。
2024年10月31日、宮迫博之とのYouTube上での対談で「『炭火焼肉たむら』の直営店3店舗とフランチャイズ1店舗を経営しているが、現在経営破綻寸前である」と窮状を明かした。
2024年11月12日アメリカロサンゼルスから「無期限帰国」を発表。帰国の理由は、自身がオーナーを務める焼肉店「炭火焼肉たむら」の経営を立て直すため。芸能活動はせず、近畿の直営店3店舗を回りながら「お客さま寄り添い作戦」を展開。株式会社ガネーシャの本田大輝社長からアドバイスを受けつつ、再建プランを検討。

## 人物
野球好きであり、小学生時代には軟式野球チームで捕手としてプレーした。元埼玉西武ライオンズ投手の谷中真二とバッテリーを組んでいた。父親の影響で巨人ファンであったが、2004年の球界再編騒動以降はオリックス・バファローズに鞍替えした。名前入りの特注のユニフォームを所持しているほか、T-岡田にオリジナルのパフォーマンスを伝授した。西岡剛や福留孝介、阪神タイガースや巨人の選手とも親交がある。
サッカー好きでもあり、当初はセレッソ大阪のファンと公言していたが、その後ガンバ大阪のファンを公言。『GAMBA TV〜青と黒〜』（毎日放送のガンバ情報・応援番組）のMCも担当。ガンバ大阪の新旧選手や、元Jリーガーの播戸竜二（2009年までG大阪に所属）とも仲が良く、ガンバのゴールキーパーだった木村敦志には「炭火焼肉 たむら」へ関与させている。また、大久保嘉人が2010 FIFAワールドカップでゴールを決めれば、ゴールパフォーマンスにたむらの持ちネタである「ちゃー」をやるという約束をしていた。
中学時代からソフトテニスを始め、2年生のときに大阪府大会で優勝。進学にあたって和泉高校を選択したのも、同高がソフトテニスの強豪校だったからである。ソフトテニスをメジャースポーツにしたいという気持ちを持っており、2021年12月から翌年2月にかけて行われる日本ソフトテニス連盟の「ナショナルチーム派遣事業」のアンバサダーにも就任。2022年6月に日本ソフトテニス連盟理事に就任した。

### 私生活
20歳のころに大阪でモデルをしていたデビュー前の鈴木紗理奈（当時16歳）と交際していた。2014年2月8日放送の『めちゃ×2イケてるッ!』（フジテレビ）ではじめて公にされた。
2013年7月中旬に一般人女性と離婚。元妻との間に1男2女がいる。

## 芸風
陣内智則を筆頭に、売れている芸人をけなす一言ネタや持ちネタの「ちゃー」を使ったダジャレが多い。ふんどし姿を使ったショートコントや、売れている芸人のネタを「ちゃー」に置き換えたぱくりネタ「他人のギャグを何のためらいもなくパクるシリーズ」もある。他にも、「あややい」などのギャグもある。
「ちゃー」という一発芸はたむらの息子が考案し、たむらが5,000円で買い取ったものである。
舌が長く、舌を使って鼻の穴にグリーンピースを入れる一発芸がある。

## 騒動
2019年1月に大阪市内のラーメン店でスタッフから希望されたサインや記念撮影に応じた。その後、店のスタッフがTwitterで「マイク、カメラなかったらおもろない奴でした」と投稿。店に非難が殺到したが、たむらが「向こうへのお言葉はもうやめましょう」と事態の収拾に努めたため騒動は程なくして鎮静化した。

## 出演

### テレビ番組
過去のレギュラー出演
- 光速脳天!ベタキング（関西テレビ）
- いきなり!黄金伝説。（テレビ朝日）- 無名であった2000年ごろに節約シリーズ（「夫婦で1ヶ月1万円節約生活」や「夫婦でデパート実演販売生活」など）に一般人の妻と夫婦で出演していた。東京での仕事も増え、知名度が上昇した頃に「炭火焼肉たむら」のメニューを食べつくす挑戦を行っている。
- っちゅ〜ねん!（毎日放送） - 月曜レギュラー
- ちちんぷいぷい（毎日放送）- 『っちゅ〜ねん!』が2006年3月で終了したことに伴う異動扱いで、翌4月から毎週月曜日にレギュラー出演。2006年10月からは、「たむらけんじの学校に行こッ!」（高校への訪問ロケ企画）のリポーターも兼務していた。後述する事情で2019年4月から番組を離れていたが、2021年3月12日の番組終了を前に3月8日（月曜日）放送分で2年振りに出演を果たした。
- 征平・宮根のクチコミぃ!?（テレビ大阪）
- みみヨリぃ!?（テレビ大阪）
- ガツン!（テレビ大阪） - MC
- なるトモ!（読売テレビ） - 隔週金曜日
- 水野キングダム（TOKYO MX）- 準レギュラー
- ワンクリ（毎日放送）
- ランキンくえすと（関西テレビ）
- リンカーン（TBS）- 不定期出演
- 枠アリ!（毎日放送）
- 全快はつらつコメディ お笑いドクター24時!!（朝日放送）
- 流行りん♥モンロー!（関西テレビ）
- 情熱★エンためファクトリー どっキング!!!→どっキング48（関西テレビ）
- プリプリ（毎日放送） - 水曜パートナー
- まるかじり!アジアン食堂（NHK総合、大阪放送局制作）
- よしもとミッドナイトコメディ 3年2組ポンコツの唄（読売テレビ）
- 経済バラエティ番組「Bプロジェクトたむら社長室」（2014年10月 - 2015年9月、サンテレビ ほか） - レギュラー
- 名将の条件（テレビ大阪、2015年10月 - 2016年3月） - メインMC [44]
- ビーバップ!ハイヒール（朝日放送テレビ）
- ミント!（毎日放送） - 月曜レギュラー。『ちちんぷいぷい』の放送枠分割による番組スタートを機に異動したため、「たむらけんじの学校に行こッ!」も「たむらけんじの学校に行こッッ!」と改題したうえで続けられた。『ちちんぷいぷい』より1週早く番組が終了したため、実際には2021年3月1日放送分まで出演。
- 松本家の休日（朝日放送→朝日放送テレビ、2014年10月 - 2021年3月） - レギュラー
- 水曜日のダウンタウン（TBSテレビ）- 準レギュラー
- 探偵!ナイトスクープ（朝日放送→朝日放送テレビ） - レギュラー
- おはよう朝日です（朝日放送→朝日放送テレビ） - 金曜日第2部コメンテーター
- せやねん!（毎日放送） - 第2部（午後パート）レギュラー
- ごきげんライフスタイル よ〜いドン!（関西テレビ、2013年6月 - 2023年5月2日） - 火曜レギュラー
- 大阪ほんわかテレビ（読売テレビ、2015年4月 - 2023年5月26日）- レギュラー
- たむらけんじのぶっちゃ〜けBar（eo光テレビ、2016年3月 - 2023年5月）- MC
- GAMBA TV〜青と黒〜（毎日放送・GAORA、2009年9月 - 2023年5月） - MC

### ラジオ番組
現在のレギュラー出演
- たむけんがLAにいるよう～！（仮）（Team J Station、2023年9月 - ） - 渡米後、初のレギュラーラジオ番組を担当。インターネット配信も行っており、日本国内でも聴取が可能[45]。

過去のレギュラー出演
- e-NITE WEST（MBSラジオ）
- 上泉雄一のええなぁ!（MBSラジオ） - 平日のランチタイムで放送を開始した2009年4月から、たむらは2015年3月まで月曜日のレギュラーパートナーを務めた。放送枠を平日の夕方へ移動した2015年4月以降は、不定期で金曜日に出演した後に自然降板。

### ウェブテレビ
- HITOSHI MATSUMOTO presents ドキュメンタル（2018年 - 2019年、Amazonプライム・ビデオ） - シーズン5[46]、シーズン7出演。

### アニメ
- 水野キングダム♥パワーパフガールズ（ヨシモトファンダンゴTV・カートゥーンネットワーク）
- ファイテンション☆スクール（テレビ東京、2008年1月5日放送・第27話のうち『おしゃべりなちゅどんズ』の道路標識＜声なしカメオ出演＞）
- Yes!プリキュア5GoGo!（朝日放送、2008年5月25日放送・第17話『たむけんさんの宝物』、たむらけんじ（本人役）として特別出演）

### 映画
- 湾岸フルスロットル1（2008年）辻本（R Magic伝説のチューナー）役
- 湾岸フルスロットル2（2008年）辻本（R Magic伝説のチューナー）役
- 新見的おとぎばなし（2013年）
- 近江商人、走る!（2022年12月30日、ラビットハウス） - 孫太郎 役[47]

### CM
過去の出演CM
- 押尾コータロー「Nature Spirit」（2008年1月）※関西限定バージョン
- スパワールド（2010年）
- 日本コカ・コーラ「からだすこやか茶W」（2017年10月 - 終了）※横山剣と共演

### PV
- スキマスイッチ「Hello Especially」（2013年）
- ベリーグッドマン「ありがとう〜旅立ちの声〜」（2016年） ※ 限定盤ジャケットにも登場[48]
- あゆみくりかまき「ゴマスリッパー」（2017年） ※ 初回限定盤・通常盤ジャケットに登場の他、作詞も担当[49]

## 著書
- 吉本（よしぼん）（ワニマガジン社 ISBN 4898299970） - 帯には先輩の今田耕司がコメントを書いている。
- マンスリーよしもと「楽屋ネタ 「楽屋家政婦たむけんは見た…」」
- たむらけんじの東京で売れてる芸人 犬に噛まれろ!!（竹書房 ISBN 9784812433188）
- なぜド素人経営者の焼肉屋は繁盛したのか?（ワニブックス ISBN 9784847065019）
- たむらけんじのホンマは教えたくない 味が! 満足度が! オカンが! A級大阪グルメガイド（ワニブックス ISBN 9784847019241）

## DVD
- 宇宙ターザン
- ダイナマイト関西 〜全日本大喜利王決定トーナメント大会〜
- バトルオワライヤル

### Vシネマ
- 湾岸フルスロットル（2008年） 伝説のロータリーチューナー辻本役

## 関連人物
- 橋下徹
- 宮根誠司 - 「欲しがるで～」というギャグを教えた。
- 辛坊治郎
- やしきたかじん
- 宮迫博之（元雨上がり決死隊）
- 宮川大輔
- インタビューマン山下
- 黒田有（メッセンジャー）
- なかやまきんに君  - 筋肉仲間
- スキマスイッチ - 親交が深く、スキマスイッチのシングル「Hello Especially」のPVにも出演。
- ショットガン - 高野は「小たむらけんじ」と称してたむらけんじのキャラをやっている。
- 鈴木紗理奈 - 元カノ
- 西岡剛
- 辻憲太郎 - 元JNN上海支局長、ちちんぷいぷいで共演。小学校、中学校と同級生。
- 村上ファンド